# Calotelea maculata
Calotelea maculata är en stekelart som först beskrevs av Alan Parkhurst Dodd 1915.  Calotelea maculata ingår i släktet Calotelea och familjen Scelionidae. Inga underarter finns listade.